# François de Combret
 (janvier 2023).
Si vous disposez d'ouvrages ou d'articles de référence ou si vous connaissez des sites web de qualité traitant du thème abordé ici, merci de compléter l'article en donnant les références utiles à sa vérifiabilité et en les liant à la section « Notes et références ».
 (juillet 2019).
Pour les articles homonymes, voir Combret (homonymie).
François Polge de Combret, né le 12 juillet 1941 à Paris, est un banquier d'affaires, ancien associé-gérant de la banque Lazard.

## Biographie

### Famille et formation
François Polge de Combret sort major de sa promotion au concours d'entrée à l'ENA (1963), François de Combret devient en 1967 magistrat à la Cour des comptes, dont il est conseiller référendaire honoraire.
Lauréat de la Fondation Singer-Polignac, il accomplit au cours de l'année 1969 un voyage autour du monde au retour duquel il publie un livre (Les Trois Brésil, Denoël, 1970).
En 1985, il épouse May de Lasteyrie du Saillant, paysagiste, gérante de la société Mayflower, nièce du Président Valéry Giscard d'Estaing, avec laquelle il a trois enfants : Marguerite, Juliette (Miss Normandie, candidate au concours de Miss France 2011), et Augustin.

### Carrière professionnelle
En 1971, il est appelé comme conseiller au Cabinet de Valéry Giscard d'Estaing, Ministre de l'Économie et des Finances, qu'il suit à la Présidence de la République en 1974.
Il demeure auprès du Président pendant toute la durée du septennat, d'abord en tant que conseiller pour les affaires économiques et industrielles puis en tant que Secrétaire Général Adjoint de l'Élysée.
Après l'élection présidentielle de 1981, François de Combret est recruté par la banque Lazard. Il passe trois années à New York (1982-1985), au cours desquelles il rencontre Bernard Arnault, futur président de LVMH, qu'il introduit auprès de Lazard pour la prise de contrôle du groupe Boussac. Il est ensuite nommé associé-gérant de Lazard à Paris, fonctions qu'il exercera pendant plus de 20 ans (1985-2005).
Au cours de cette période, il est chargé notamment de conseiller France Télécom, Renault et Aérospatiale pour leur privatisation, et il participe à de nombreuses opérations de fusions-acquisitions telles que la création de EADS et de Safran, l'alliance Renault-Nissan ou l'acquisition de YSL par PPR.
En 2005, lors de la vente et de la mise en bourse de Lazard, François de Combret quitte Lazard pour UBS (2006-2009), puis pour Crédit Agricole Corporate and Investment Bank (2010-2011). Depuis 2011, il exerce, avec Tony Blair et George Soros, les fonctions de conseiller personnel du Président de la République de Guinée, Alpha Condé, dont il était condisciple à Sciences-Po.
Le 31 juillet 2020, l'ONG française Sherpa a annoncé avoir déposé plainte au Parquet national financier pour corruption, entre autres, visant François de Combret, haut fonctionnaire français à ce moment-là, proche du président guinéen Alpha Condé et ses activités en Guinée. L’association anticorruption le soupçonne d’avoir touché plusieurs millions d’euros dans le cadre d’un permis de concession minière impliquant la compagnie anglo-australienne Rio Tinto,. En avril 2022 il est condamné à trois ans de prison avec sursis et à un million d’euros de confiscation pour blanchiment de fraude fiscale aggravée et abus de bien social.

## Autres fonctions
François de Combret a créé en 1990 l'association humanitaire Solidarité Enfants Roumains Abandonnés (SERA), dont il a présidé le Conseil d'administration jusqu'à la fusion avec Care International en 2003. Il est un des plus puissants lobbyistes pour la réouverture de l'adoption des enfants de la Roumanie.
Il a été administrateur de l'Institut Pasteur de 2000 à 2005. Il a présidé le Conseil d'administration de l'établissement du Musée Rodin.

## Publications
- Les Trois Brésil, Denoël, 1970.
- Bréviaire de La recherche du temps perdu, Droz, 2019.
- La substantifique moelle de l'Homme sans qualités, éditions du Palio, 2022 (résumé de l'œuvre de Robert Musil).

## Pour approfondir